# Lars Uno Lindberg
Lars Reinhold Uno Lindberg, född 14 juni 1857 i Kolsva socken, död 29 april 1933 i Stockholm, var en svensk ingenjör och  företagsledare.
Lindberg föddes som son till bruksägaren Lars Lindberg och hans hustru Lina Cederborgh. Lars Uno Lindberg anställdes vid Dalkarlshytte bruk 1878 och vid Kohlswa bruk som ingenjör 1879. Han blev därefter disponentassistent och så småningom verkställande direktör för Dalkarlshytte bruk och Nykvarns bruk i Södermanland 1886–1891. År 1886-1917 var han verkställande direktör för Kohlswa bruk och från 1893 tillika styrelseordförande. Då Uttersbergs Bruks AB bildades 1898 var han styrelseordförande, en post han även innehade från 1908 för Klockfältets Gruv AB. Han var styrelseordförande i Luleå Järnverks AB 1903–1913 och i Fagersta Bruks AB 1918–1921. Han var stiftare av Svenska arbetsgivareföreningens järnbruksförbund 1906 och deltog som fullmäktig i Svenska arbetsgivareföreningen. Han var styrelseledamot i Järnverksföreningen, AB Svenska Metallverken i Västerås och ordförande i Carlsdahls AB.
Han var styrelsesuppleant i Köping–Uttersberg–Riddarhyttans Järnväg 1885–1903, dess styrelseledamot 1903–1907, vice ordförande 1907–1917 och slutligen åter styrelseledamot 1917–1923.
Han var gift med Signe Charpentier, som var dotter till landshövding Reinhold Charpentier.